# 버나드 로너건
버나드 요세프 프란시스 로너건(Bernard Joseph Francis Lonergan, 1904년 12월 17일 - 1984년 11월 26일) 캐나다의 예수회 출신의 가톨릭 사제, 철학자, 신학자이며 20세기의 가장 중요한 사상가운데 한명이다. 로너건의 작품으로 유명한 것은 <통찰력:인간의 이해  연구>(1957), <신학방법>(1972)이며 그밖에 많은 저서가 있다.

## 목적
로너건은 토마스 아퀴나스가 그 시대에 이룩한 방식을 오늘날 이 시대에서 인간 사상을 위해서 시도한 것이다. 로너건은 다양한 방면에서 연구를 하였다. 그의 유명한 작품은 통찰력 과 신학방법이다.
칼 라너와도 가깝게 지냈다. .

## 생애
버나드 조셉 생애는  프란시스 로너건은 1904년 12월 17일 캐나다 퀘벡주 버킹엄에서 태어났다. 로욜라 칼리지(몬트리올)에서 4년을 보낸 뒤 1922년 예수회(영어) 어퍼캐나다(Upper Canada) 관구에 입회하여 1924년 7월 31일 로욜라의 성 이그나티우스 축일(St Ignatius)에 서원하였다. 그 후 2년간 양성과 교육을 받은 후, 그는 1926년 헤이로프 대학에서, 그 후 옥스퍼드셔에서 철학을 공부하도록 배정받았다. 로너건은 헤이롭에서 교수들의 역량과 정직성을 존중했지만 그들의 수아레즈 철학에 깊은 불만을 품고 있었다. 헤이로프에 있는 동안, 로너건은 또한 런던 대학에서 수학과 고전학에서 외부 학위를 받았다. 1930년 그는 캐나다로 돌아와 몬트리올의 로욜라 대학에서 3년간 가르쳤다.
1933년, 로너건은 로마 교황청립 그레고리안 대학에서 신학 연구를 위해 파견되었다. 그는 1936년에 가톨릭 사제 서품을 받았다. 로너건은 프랑스 아미앵에서 예수회 결성("테르티안십") 1년 후인 1937년 그레고리오 대학교로 돌아와 신학 박사학위를 추구했다. 제2차 세계대전 때문에, 그는 예정된 박사학위 논문 변론을 이틀 앞둔 1940년 5월에 이탈리아에서 쫓겨나 캐나다로 돌아왔다. 그는 1940년 몬트리올의 예수회 신학 교수인 College de Immmaculee Conception에서 신학을 가르치기 시작했고, 1945-46년에는 토마스 모어 연구소에서 신학을 가르치기 시작했다. 이 행사에서는 1946년 12월 23일 몬트리올에서 임마큐리 구상으로부터 특별 심사원이 소집될 때까지 정식으로 논문을 변호하지 않고 박사학위를 받으려고 하였다.
로너건은 1947년부터 1953년까지 레지스 칼리지(토론토 대학에 부속된 신학대학원), 1953년부터 1964년까지 그레고리안 대학교에서 신학을 가르쳤다. 그레고리안 대학교에서 로너건은 삼위일체와 그리스도론을 격년으로 가르쳤고, 이러한 주제에 대한 실질적인 교과서를 제작했다. 1964년, 그는 폐암 치료를 받기 위해 다시 한번 성급하게 북미로 돌아왔다. 1965년부터 1975년까지 다시 레지스 칼리지에 임명되었고 1971–72년에는 하버드 대학교의 스틸만 신학 교수, 1975년부터 1983년까지 보스턴 칼리지의 저명한 방문 교수로 임명되었다. 1984년 11월 26일 온타리오주 피커링에 있는 예수회 의무실에서 사망했다.

## 영향

### 은총과 자유
로너건의 박사논문은 토마스 아퀴나스의 사상속에서 작동하는 은총의 이론을 탐구하였다. .
.

### 삼위일체 신학
토머스는 하느님은 완벽하게 통합되셨지만, 세 명의 상호 관련자들에 의해서도 완벽히 묘사된다고 주장했다. 이 세 사람(아버지, 아들, 성령)은 하느님의 본질 안에서 그들의 관계에 의해 구성된다. 토마스는 "삼위일체"라는 용어는 "인간의 관계 그 자체가 아니라 서로 관련된 사람의 수를 의미하며, 따라서 그 단어 자체가 다른 사람에 대한 배려를 표현하지 않는다"고 썼다. 아버지는 자각의 관계에 의해 아들(또는 말)을 낳는다. 그 후 이 영원한 세대는 "하느님의 사랑, 말씀에 대한 아버지의 사랑"으로서 신성한 본성을 누리는 영원한 영을 생산한다."
이 삼위일체는 세계로부터 독립적으로 존재한다. 창조된 세계를 초월하지만 삼위일체도 인간에게 은총을 주기로 했다. 이것은 예수 그리스도의 사람 안에 있는 말씀의 육화를 통해 일어나고, 하느님의 구원을 경험한 사람들 안에 성령이 깃들기를 통해 일어난다.

### 그리스도론
로너건은 그리스도론 관련의 2권을 출판하였다. 1956년 그는 De Constitutione Christi Ontologica et Psychica 출판하고 그후  The Ontological and Psychological Constitution of Christ (2002)를 발행했다.

### 거시경제학
1930년대와 1940년대 초반에 로너건은 거시경제 분석에 깊은 관심을 갖게 되었지만 그가 개발한 원고를 출판한 적은 없었다. 보스턴 대학에서 교편을 잡던 중 만년에, 로너건은 젊은 시절의 경제적 이익에 관심을 돌려주었다. 토론토 대학 출판부는 경제학에 관한 그의 두 작품을 출판했다. 새로운 정치경제와 거시경제 역학의 경우: 순환 분석 에세이.

## 철학:일반적 경험적 방법(GEM)
로너건은 자신의 철학 프로그램을 외부 감각을 통해 주어진 데이터뿐만 아니라 의식의 내부 데이터까지 조사하기 위한 경험적 방법(GEM)의 일반화라고 설명했다. 구체적으로는 대상의 해당 연산을 고려하면서 사물이 알려져 있고, 그 반대의 연산을 고려하면서 지성의 경험 및 이후의 연산을 아는 것과 현실 양쪽의 구성요소가 된다. 로너간에게 방법은 기술이 아니라 구체적인 작전 패턴이다.
로너건은 이른바 비판적 현실주의를 고수했다. 현실주의에 의해 그는 우리가 사실과 가치에 대한 진정한 판단을 한다고 단언했고, 비판에 의해 그는 의식 비판에 근거하여 알고 가치 있게 평가하였다. GEM은 인성, 사회질서, 역사적 발전을 구성하는 모든 의미와 가치의 근원을 의식 속에서 추적한다. 로너건의 작품에 대한 보다 철저한 개요는 인터넷 철학 백과사전에서 볼 수 있다.
로너건의 사상은 급진적인 이해력, 신학적 비판적 현실주의, 기능적 전문화를 포함한다. 오늘날 어떤 과학도 한 개인에 의해 숙달될 수 없다는 사실을 감안할 때, 로너건은 모든 분야에서 과학 과정의 하위분류를 주장하였다. 기능 전문화를 구현하기 위한 노력의 주요 목소리 중 하나는 필립 맥셰인이다.

## 해석학
프레드릭 G. 로렌스 는 로너건의 작품은 하이데거에 의해 시작된 포스트모던 해석학의 혁명 가운데 절정에 있는 것으로 보았다. 하이데거는 후설의 순수 인식의 현상학을 그의 언어적 현상학으로 대체하였다. 가다머도 이런 획기적인 관점을 그의 철학적 해석학으로 수행하였다.
로너건은 토마스 아퀴나스의 사상과 같이하고 있다.

## 같이 보기
- 프레드릭 G. 로렌스
- 존 F.X.Knasas